# Les Diablesses de la moto
Pour plus de détails, voir Fiche technique et Distribution.
Les Diablesses de la moto (Bury Me an Angel) est un film de motardes hors-la-loi américain réalisé par Barbara Peeters et sorti en 1971.

## Synopsis
Une motarde (Dixie Peabody) cherche à venger la mort de son frère.

## Fiche technique
- Titre français : Les Diablesses de la moto[1]
- Titre original : Bury Me an Angel (littéralement : Enterrez-moi [comme] un ange)
- Titre de travail : The Hunt (littéralement : La Chasse)
- Réalisation : Barbara Peeters
- Scénario : Barbara Peeters
- Photographie : Sven Walnum
- Montage : Tony de Zarraga
- Musique : Bill Cone, Richard Hieronymus, East-West Pipeline
- Producteur : Roger Corman, Rita Murray, John Meier, Paul Nobert, Charles Beach Dickerson
- Société de production : Meier-Murray Productions, New World Pictures
- Pays de production :  États-Unis
- Langue : anglais
- Genre : film de motardes
- Durée : 89 minutes
- Date de sortie :
  - États-Unis : avril 1971

## Distribution
- Dixie Peabody : Dag
- Terry Mace : Jonsie
- Clyde Ventura : Bernie
- Joanne Moore Jordan : Annie
- Marie Denn : Bernice
- Dennis Peabody : Dennis
- Stephen Whittaker : le tueur(
- Gary Littlejohn : propriétaire d'un magasin de vélos
- David Atkins : prêcheur
- Janelle Pransky : Dag : une petite fille
- Beach Dickerson (en) : Harry
- Dan Haggerty : Ken

## Production
Barbara Peeters a eu l'idée du film lorsque, alors qu'elle travaillait sur le film de motards L'Ange sauvage de Richard Compton (en), une actrice secondaire, Rita Murray, lui a dit qu'elle cherchait à produire ses propres films, .
Peeters invente l'intrigue sur le champ et rédige en urgence une première version pendant la nuit pour la présenter à Murray et à ses investisseurs quelques jours plus tard. 90 000 dollars lui sont accordés pour réaliser le film. Peeters a déclaré qu'elle avait réalisé le film pour 60 000 dollars et qu'elle avait remboursé le reste aux investisseurs. Elle dira plus tard en riant : « C'est vraiment stupide ».
Peeters avait déjà tourné des films auparavant, mais elle dit que c'était son « premier vrai film qui m'appartenait ».
Beach Dickerson (en) joue un petit rôle et a participé à la production du film, qui a été tourné en Californie. Le titre de travail était The Hunt.
Peeters a déclaré avoir choisi Peabody parce qu'elle était magnifique, qu'elle mesurait 1,80 m et qu'elle était motarde. Le film a également marqué le premier rôle parlant de Dan Haggerty.
Peeters a inclus une scène où une tête crachait du sang parce que « c'est l'histoire d'une fille qui devient lentement folle en cherchant l'assassin de son frère. Comment pourrais-je faire comprendre au public ce qu'elle traverse s'il n'est pas choqué de la même manière qu'elle ».
Peeters a fait appel à de vrais motards avec lesquels elle avait déjà travaillé sur d'autres films de motards.

## Exploitation
Peeters reçut un contrat de distribution de Roger Corman pour le film et elle travailla pour lui pendant les huit années suivantes.
Corman a trouvé que Peeters « a fait du bon travail » et pense que « le film est remarquable parce que Barbara a trouvé une très belle fille pour jouer le rôle principal, qui était vraiment impressionnante sur la moto. Nous l'avons réembauchée dans des publicités, des bandes-annonces et des émissions téléviseés ».